# Акустооптика

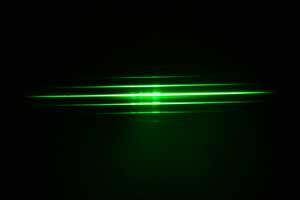
Дифракційна картина внаслідок акустооптичної взаємодії

Акустооптика — розділ фізики, що вивчає взаємодію оптичних і акустичних хвиль (акустооптичну взаємодію), а також розділ техніки, в рамках якого розробляються та досліджуються прилади, принцип дії яких базується на акустооптичній взаємодії. Майже у кожному акустооптичному приладі, акустична хвиля збуджується за допомогою електроакустичного перетворювача, найчастіше п'єзоелектричного. Таким чином, керування акустооптичними приладами відбувається за допомогою електричних сигналів високої частоти.
Акустооптична взаємодія є результатом розсіювання світла в середовищі, модульованому акустичною хвилею.